# 4 februarie
ianuarie • februarie • martie  • aprilie  • mai  • iunie  • iulie  • august  • septembrie  • octombrie  • noiembrie  • decembrie
4 februarie este a 35-a zi a calendarului gregorian. Mai sunt 330 de zile până la sfârșitul anului (331 de zile în anii bisecți).

## Evenimente

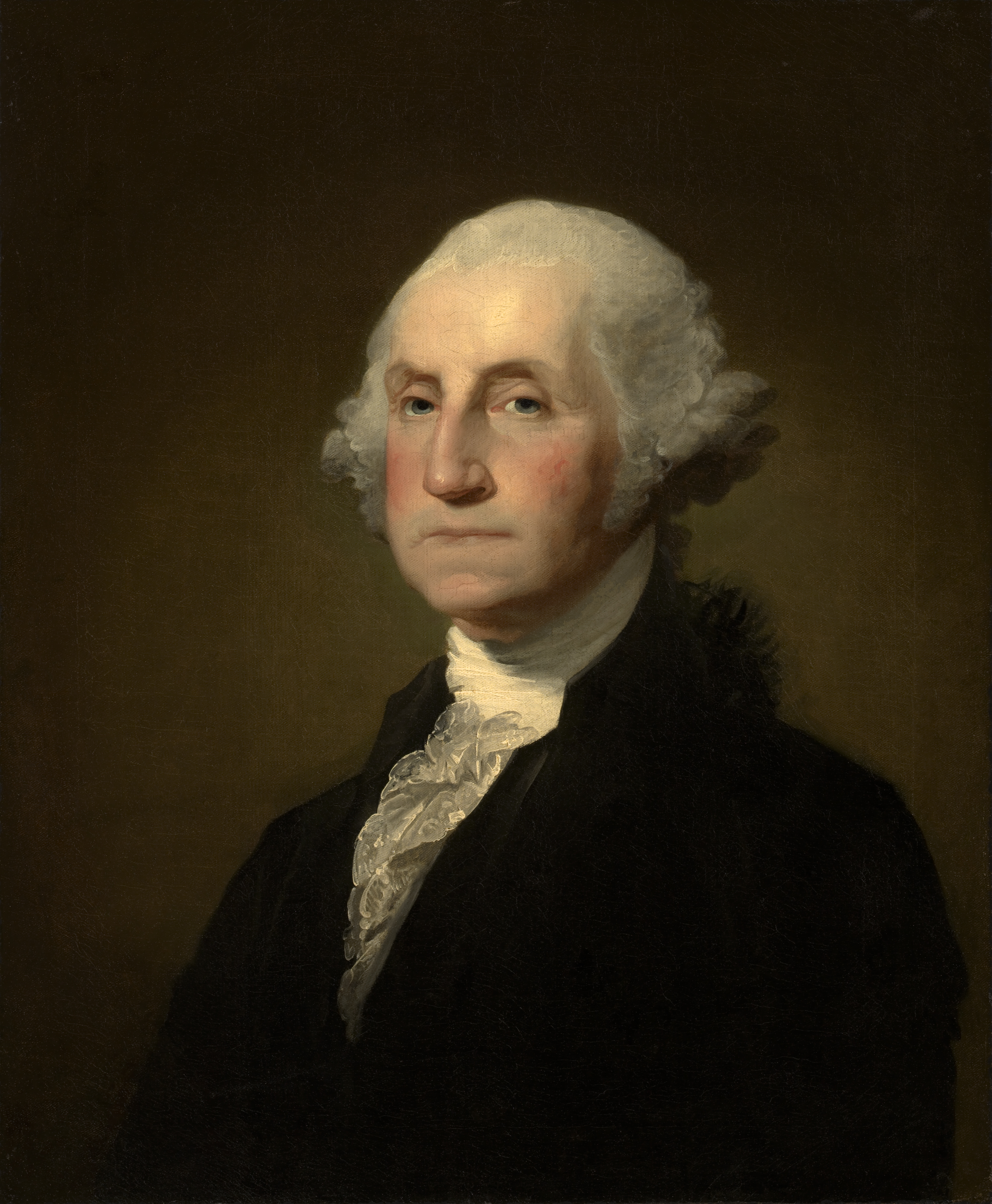
1789: George Washington este ales în unanimitate ca prim președinte al Statelor Unite de către Colegiul Electoral al SUA.

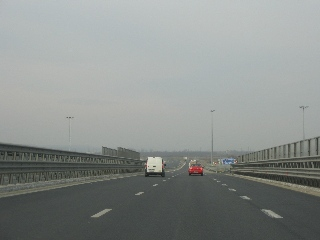
1967: A început construcția Autostrăzii A1

- 1769: În Marea Britanie se introducere pedepsa cu moartea pentru distrugerea instalațiilor industriale.
- 1789: George Washington este ales în unanimitate ca prim președinte al Statelor Unite de către Colegiul Electoral al SUA.[1]
- 1861: Carolina de Sud, Mississippi, Florida, Alabama, Louisiana, Georgia și Texas proclamă secesiunea și creează, la Montgomery (Alabama), "Confederația Statelor din Sud" (căreia în aprilie și mai i se mai alătură Virginia, Carolina de Nord, Arkansas, Tennessee).
- 1909: Are loc, pe scena Teatrului Național din București, premiera piesei "Apus de soare" de Barbu Ștefănescu Delavrancea.
- 1922: Tratatul chino-japonez, prin care Chinei îi este retocedat Shandun-ul.
- 1927: În SUA se lansează filmul The jazz singer (Cântărețul de jazz), de Warner Brothers, prima peliculă sonoră din istoria filmului.
- 1933: Legea pentru starea de asediu autoriza declararea stării de asediu. Guvernul putea declara stare de asediu globală sau parțială, pe termen de cel mult 6 luni.
- 1934: Echipajul român de bob de două persoane (Al. Frim și V. Dumitrescu) cucerește titlul de campion mondial, la Engelberg, Elveția. Pentru rezultatele obtinuțe, sportivilor li s-a decernat "Premiul național pentru sport".
- 1961: Începutul luptei armate de eliberare a Angolei de sub dominația colonială portugheză, condusă de Mișcarea Populară pentru Eliberarea Angolei - MPLA.
- 1967: A început construcția primei autostrăzi din țară București-Pitești.
- 1970: A fost publicat romanul "Love Story" de Erich Segal, un adevărat succes.
- 1976: Olimpiada de iarnă  se deschide la Innsbruck, Austria.
- 1976: Puternic cutremur de pământ în Guatemala - 7,5 grade pe scara Richter  soldat cu 22 778 de victime.
- 1992: Hugo Chávez conduce o lovitură de stat împotriva președintelui venezuelean Carlos Andrés Pérez.
- 1998: Un cutremur de 6,1 grade pe scara Richter în nord-estul Afganistanului omoară mai mult de 5.000 de oameni.
- 2003: Parlamentul Iugoslav a proclamat oficial nașterea noului stat Serbia-Muntenegru. Concomitent a fost votată și noua Constituție.
- 2004: Mark Zuckerberg lansează rețeaua de socializare Facebook.
- 2008: Cu ocazia celei de-a 50-a aniversări a NASA și la 40 de ani de la înregistrare, piesa The Beatles, Across the Universe, codificată în format mp3, a fost lansată în direcția stelei Polaris situată la 431 de ani-lumină de Terra.[2][3]

## Nașteri
- 1688: Pierre Carlet de Chambain de Marivaux,  dramaturg francez (d. 1763)
- 1746: Tadeusz Kosciuszko, erou al luptei pentru independență națională în Polonia (d. 1817)
- 1799: Almeida Garrett, poet, dramaturg, romancier, orator și om politic portughez (d. 1854)
- 1809: Vasile Cârlova, poet român (d. 1831)
- 1858: Francesc Gimeno i Arasa, pictor spaniol (d. 1927)
- 1871: Friedrich Ebert, primul președinte social-democrat al Republicii de la Weimar (1919 - 1925) (d. 1925)
- 1872: Octav Bancilă, pictor  român (d. 1944)
- 1881: Fernand Léger, pictor francez (d. 1955)
- 1884: Mihail Fălcoianu, medic veterinar român, a reorganizat învățământul clinic veterinar de ginecologie, obstetrică și medicină operatorie veterinară (d. 1951)
- 1885: Georgina de Albuquerque, pictoriță braziliană (d. 1962)
- 1886: Henry Malherbe, scriitor francez, câștigător al Premiului Goncourt în 1917 (d. 1958)

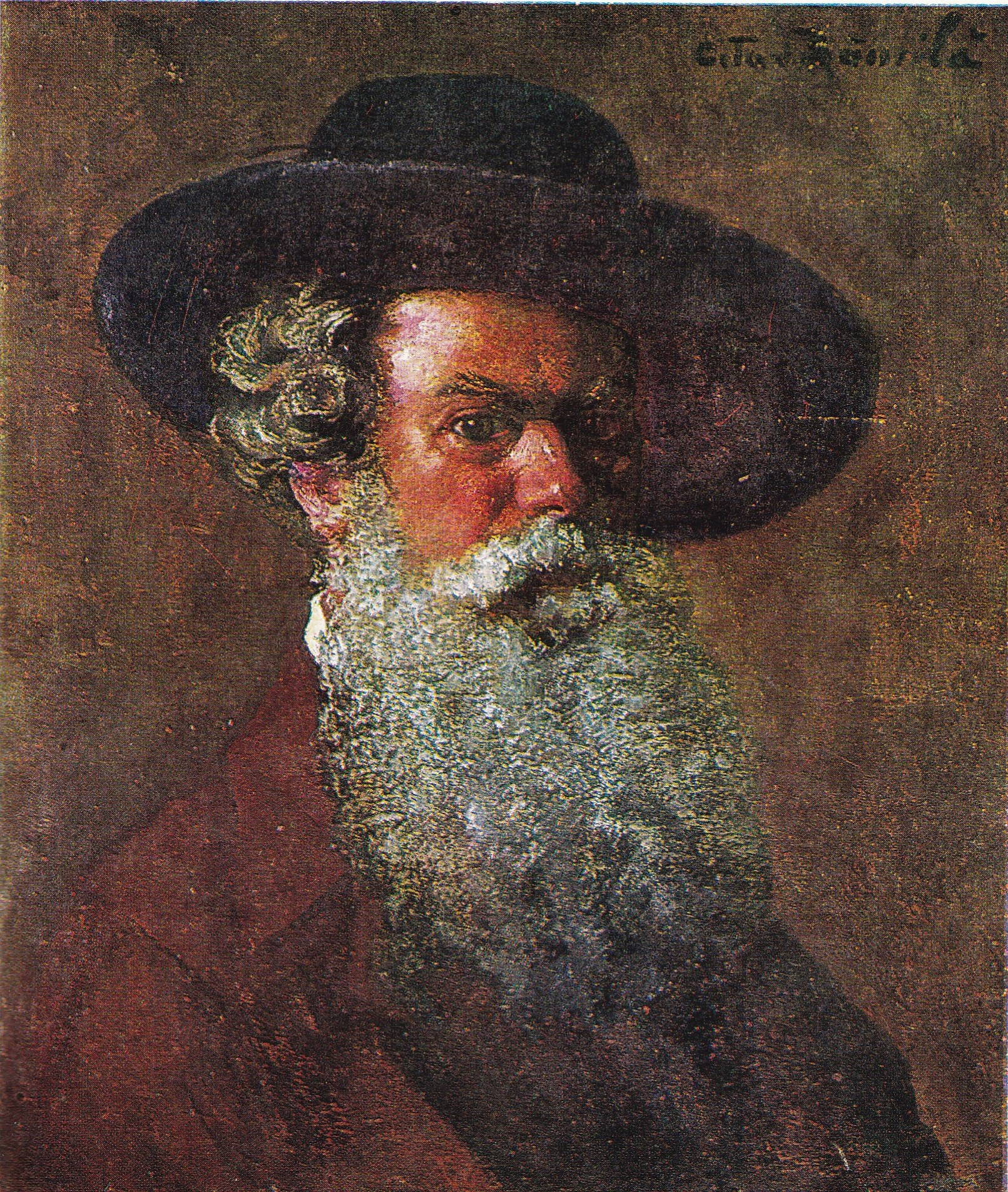
Octav Băncilă, pictor român
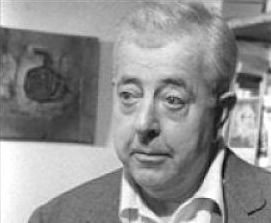
Jacques Prevert, poet francez
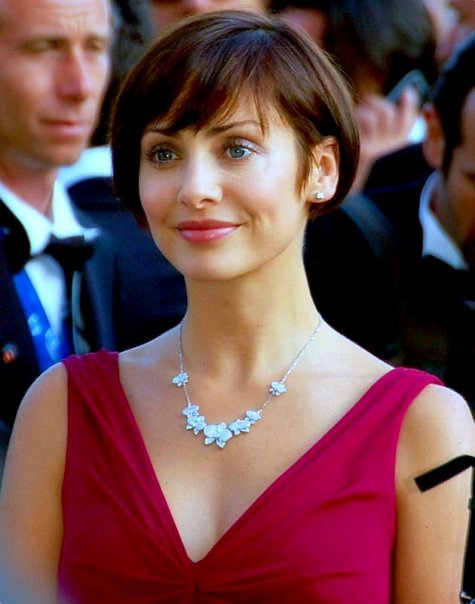
Natalie Imbruglia, cântăreață australiană

- 1900: Jacques Prevert, poet francez (d. 1977)
- 1902: Charles A. Lindberg, aviator american (d. 1974)
- 1906: Clyde W. Tombaugh, astronom american (d. 1997)
- 1906: Dietrich Bonhoeffer, pastor lutheran, opozant al regimului național-socialist (d. 1945)
- 1906: Eugen Macovschi, biochimist și biolog, academician român (d. 1985)
- 1910: Alfred Mendelsohn, compozitor, dirijor și pedagog (d. 1966)
- 1915: Norman Wisdom, actor englez (d. 2010)
- 1929: Constantin Piliuță, pictor român
- 1932: Mioara Avram, personalitate de renume a lingvisticii românești (d. 2004)
- 1938: Gō Katō, actor japonez (d. 2018)
- 1941: Șerban Cantacuzino, actor român (d. 2011)
- 1948: Alice Cooper, căntăreț de muzică rock american
- 1954: Denisa Comănescu, poetă română
- 1957: Shigeru Ishiba, politician japonez, prim-ministru
- 1959: Monica Luisa Macovei, om politic român
- 1966: Nicolás Posse, politician argentinian și inginer industrial care a ocupat funcția de șef al Cabinetului de Miniștri (decembrie 2023 - mai 2024)
- 1973: Oscar De La Hoya, boxer american
- 1975: Natalie Imbruglia, actriță și cântăreață australiană
- 1988: Carly Patterson, gimnastă americană
- 1994: Miguel Ángel López, ciclist columbian

## Decese
- 0211: Septimius Severus, împarat roman (193–211), fondator al dinastiei Severilor (n. 146)
- 0708: Papa Sisiniu
- 0856: Rabanus Maurus, polihistor, reprezentant al renașterii carolingiene (n. 780)
- 1505: Jeanne a Franței, Ducesă de Berry, ducesă consort de Orléans (n. 1464)
- 1694: Natalia Narîșkina, a doua soție a Țarului Alexei I al Rusiei (n. 1451)
- 1752: Louis d'Orléans, Duce de Orléans, Duce de Orléans (n. 1703)
- 1784: Prințesa Friederike Luise a Prusiei, fiica regelui Frederic Wilhelm I al Prusiei (n. 1714)
- 1849: Costache Conachi, unul din poeții reprezentativi ai perioadei de început a literaturii române (n. 1777)
- 1853: Amelia a Braziliei, infantă a Portugaliei și prințesă a Braziliei (n. 1831)
- 1884: Christian Tell, politician și general român (n. 1808)

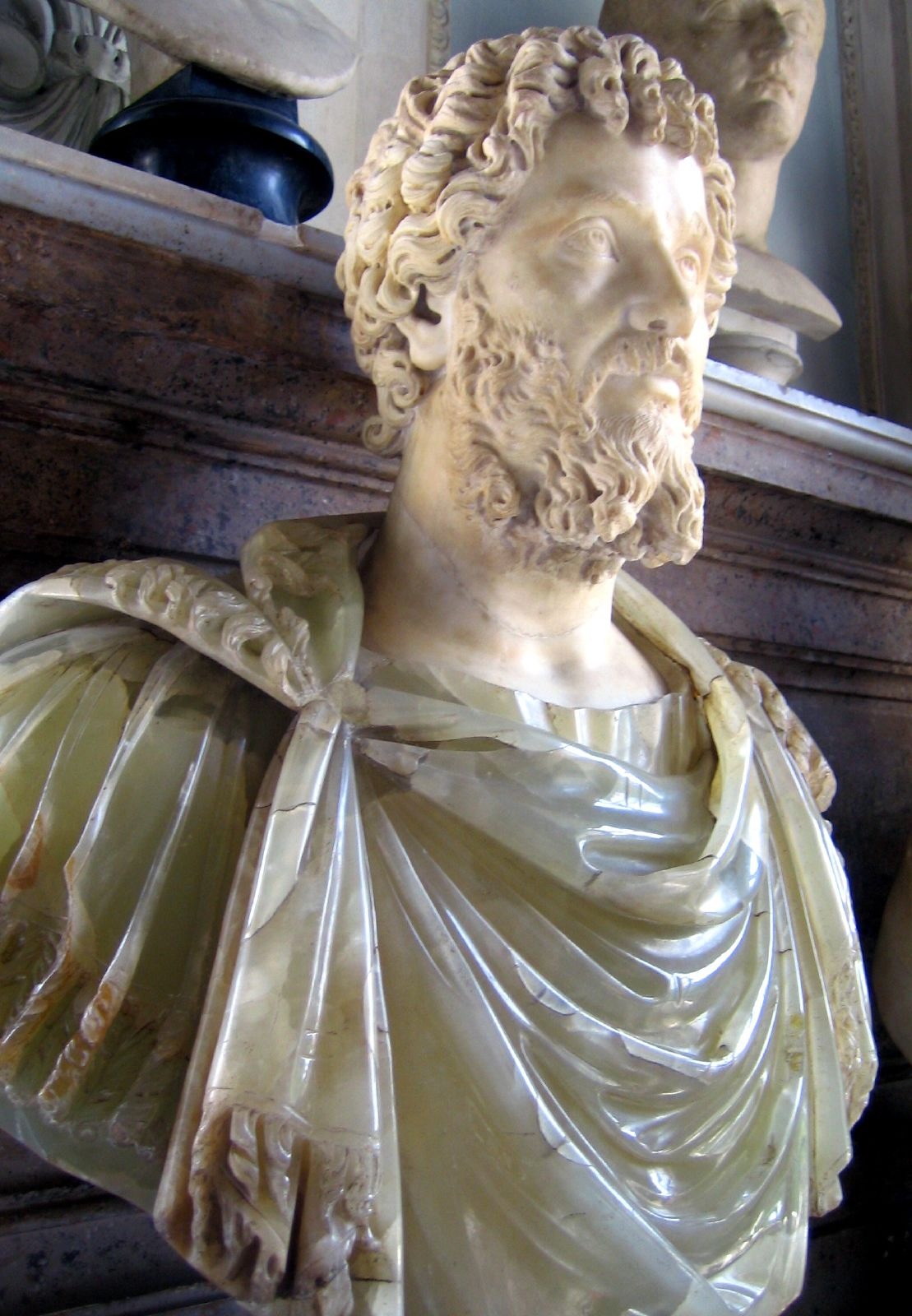
Septimius Severus, împarat roman
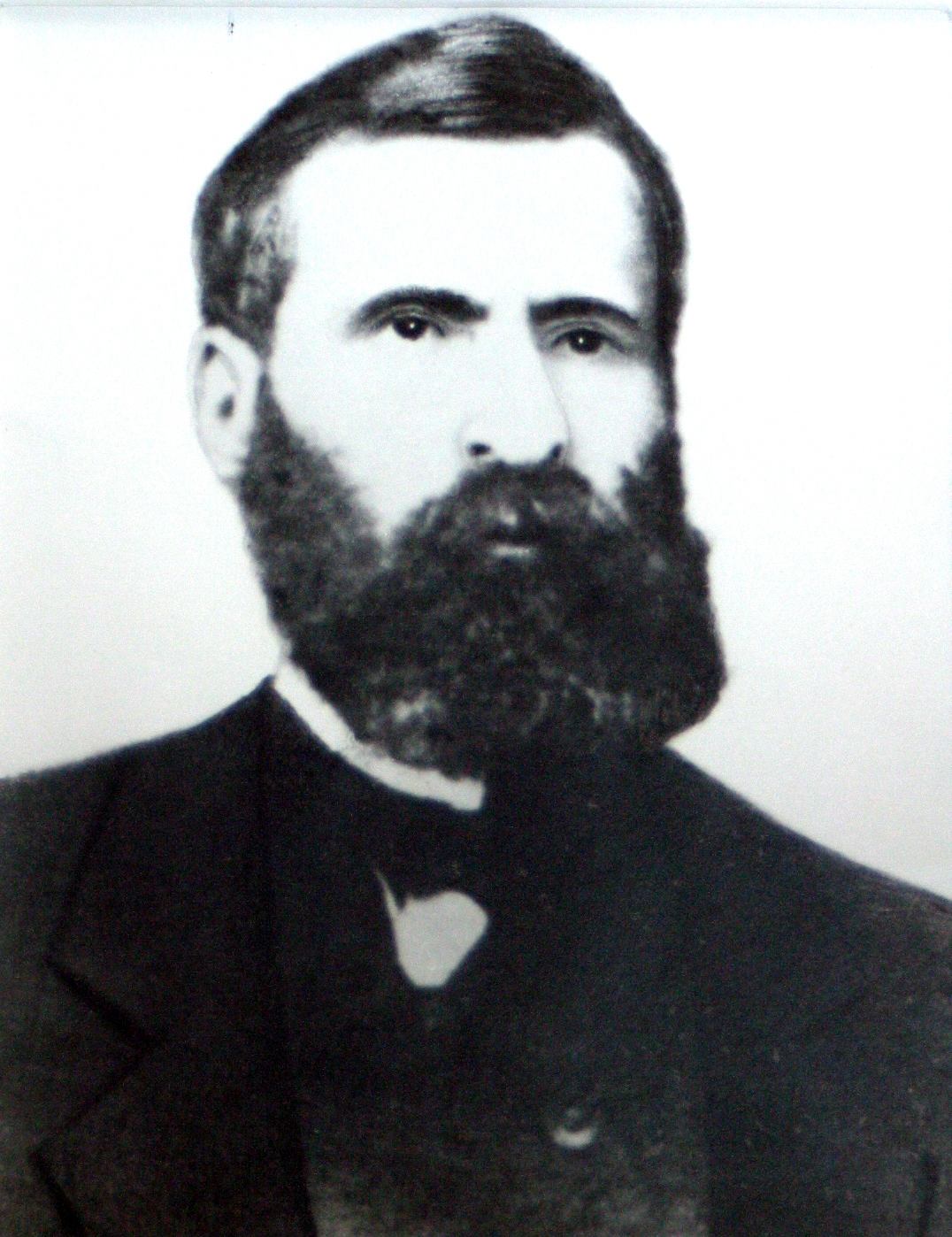
Christian Tell, politician și general român
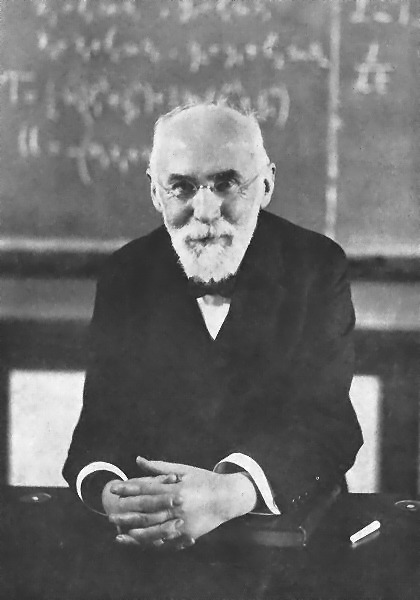
Hendrik Lorentz, fizician olandez

- 1890: Antoine, Duce de Montpensier, fiul cel mic al regelui Ludovic-Filip al Franței (n. 1824)
- 1928: Hendrik Lorentz, fizician olandez, laureat al Premiului Nobel (n. 1853)
- 1941: David Emmanuel, matematician român (n. 1854)
- 1952: Louise d'Orléans, prințesă franceză din Casa de Orléans și membră a familiei regale a Bavariei (n. 1862)
- 1953: Antonio Conte, scrimer italian (n. 1867)
- 1962: Aurel Jiquidi, grafician român (n. 1896)
- 1974: Satyendra Nath Bose, fizician indian (n. 1894)
- 1977: Mariska Ady, poetă maghiară (n. 1889)
- 1981: Mario Camerini, regizor și scenarist italian (n. 1895)
- 1987: Liberace, pianist și cântăreț american (n. 1919)
- 2002: Prințul Sigvard, Duce de Uppland (n. 1907)
- 2008: Stefan Meller, politician, diplomat polonez (n. 1942)
- 2011: Vasile Paraschiv, muncitor român, luptător împotriva regimului comunist din România (n. 1928)
- 2013: Constantin Dimitriu, politician român (n. 1938)
- 2019: George Stanca, poet și publicist român (n. 1947)

## Sărbători
- Cuv. Isidor Pelusiotul; Sf. Mc. Avramie (calendar creștin-ortodox)
- Sf. Isidor (calendar romano-catolic)
- Sf. Andrei Corsini; Veronica (calendar greco-catolic)
- Sri Lanka: Ziua națională - Aniversarea proclamării independenței (1948)
- Ziua Mondială a Cancerului (eveniment internațional)